# Expedición de Price a Misuri
La Expedición de Price a Misuri (del 29 de agosto al 2 de diciembre de 1864), también conocida como Incursión de Price o Incursión de Price a Misuri, fue una infructuosa incursión de la caballería confederada a través de los estados de Arkansas, Misuri y Kansas en el Teatro Trans-Misisipi de la guerra civil estadounidense. Dirigida por el general de división confederado Sterling Price, la intención de la campaña era reconquistar Misuri y renovar la iniciativa confederada en el conflicto más amplio.
A pesar de conseguir varias victorias iniciales, Price fue finalmente derrotado en la batalla de Westport por las fuerzas de la Unión al mando del general de división Samuel R. Curtis a finales de octubre. Sufrió nuevos reveses a manos de la caballería de la Unión al mando del general de división Alfred Pleasonton en la batalla de Mine Creek, Kansas, lo que le obligó a retirarse a Arkansas. La expedición de Price a Misuri resultó ser la última operación importante del Sur al oeste del río Misisipi. Su fracaso reforzó la confianza en una victoria definitiva de la Unión en la guerra, contribuyendo así a la reelección del presidente Abraham Lincoln. También consolidó el control federal sobre el disputado estado fronterizo de Misuri.

## Antecedentes
Después de tres años de sangrientos combates, las autoridades confederadas se estaban desesperando a medida que se acercaban las elecciones presidenciales de Estados Unidos durante el otoño de 1864. La Unión controlaba los ríos y ciudades clave del oeste, Sherman avanzaba por Georgia y Lee estaba atado a la defensa de Richmond. Con el reconocimiento exterior ahora sin esperanza, la reelección de Abraham Lincoln sería desastrosa para su causa.

### La situación estratégica en el oeste en 1864.

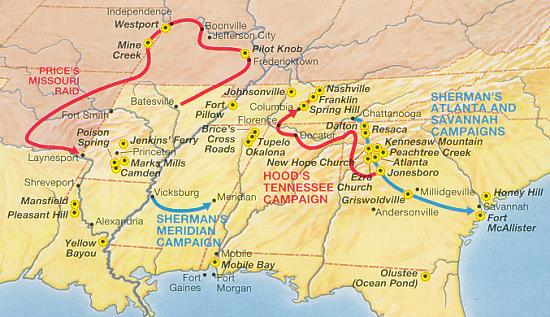
Situación estratégica en el Oeste en 1864.

A principios de ese verano, la Confederación había ordenado al general Edmund Kirby Smith, comandante del Departamento del Trans-Misisipi, que enviara un cuerpo al mando del teniente general Richard Taylor a través del río Misisipi para ayudar en la defensa de Atlanta y Mobile. Esta travesía era imposible debido a las patrullas de cañoneras de la Unión en el río y Taylor fue asignado a otras tareas.
Inspirado por los preparativos para desviar la atención de la Unión del cruce de Taylor, Smith ideó otro plan. Recapturaría Misuri para la Confederación, con la esperanza de que ayudara a volver la opinión del Norte contra Lincoln. Ordenó a Sterling Price, oriundo de Misuri, que invadiera su estado natal y avanzara sobre St. Louis, capturando la ciudad y sus arsenales militares. Si St. Louis estaba demasiado defendida, Price debía girar hacia el oeste y capturar Jefferson City, la capital del estado. Esto supondría un gran golpe psicológico y justificaría la inclusión en la bandera confederada de una estrella para Misuri. A continuación, Price recibió la orden de cruzar a Kansas y girar hacia el sur a través del Territorio indio, "barriendo ese país de sus mulas, caballos, ganado y suministros militares".

## Fuerzas enfrentadas
Price reunió una fuerza que denominó Ejército de Misuri, compuesta por 12.000 hombres y catorce piezas de artillería. Su ejército se dividió en tres divisiones bajo el mando del mayor general James F. Fagan, el mayor general John S. Marmaduke y el general de brigada Joseph O. "Jo" Shelby. Sin embargo, las unidades de infantería originalmente asignadas a Price fueron ordenadas al Teatro Occidental, cambiando su misión de una invasión completa a una incursión de caballería. Los hombres de Price eran una mezcla de lo mejor y lo peor, una cuarta parte de ellos eran desertores que habían sido devueltos al servicio. Cientos de hombres de Price marchaban descalzos, y la mayoría carecía de equipo básico como cantimploras y cajas de cartuchos. Muchos llevaban jarras para el agua y guardaban sus municiones en los bolsillos de las camisas y los pantalones. En esto se equivocó, ya que la mayoría de los habitantes de Misuri no querían involucrarse en el conflicto. Sólo bandas montadas de guerrilleros pro-confederados se unieron a su ejército, tal vez hasta 6.000 en total.  El ejército de la Unión en Misuri incluía miles de caballería de la Milicia Estatal de Misuri, que desempeñaría un papel clave en la derrota de Price, junto con el XVI Cuerpo del mayor general Andrew J. Smith. A ellos se sumó la división de caballería del mayor general Alfred Pleasonton, destacada del Departamento de Misuri de William S. Rosecrans. Cuando Price comenzó su campaña, el cuerpo de Smith estaba en transportes navales saliendo de Cairo, Illinois, para unirse al ejército del general William T. Sherman en Georgia; Rosecrans pidió que estas tropas fueran asignadas a Misuri para hacer frente a la amenaza, y el jefe de Estado Mayor del ejército, Henry W. Halleck, accedió inmediatamente. A mediados de octubre, llegaron más tropas desde la frontera de Kansas bajo el mando del mayor general Samuel R. Curtis, antiguo adversario de Price en la batalla de Pea Ridge y comandante del recién activado Ejército de la Frontera. Curtis comandaba las divisiones del mayor general James G. Blunt (caballería), el mayor general George W. Dietzler (milicia de Kansas), la caballería de Pleasonton y dos divisiones de infantería del cuerpo de Smith bajo el mando de los coroneles Joseph J. Woods y David C. Moore, unos 35.000 hombres en total.

## Batallas

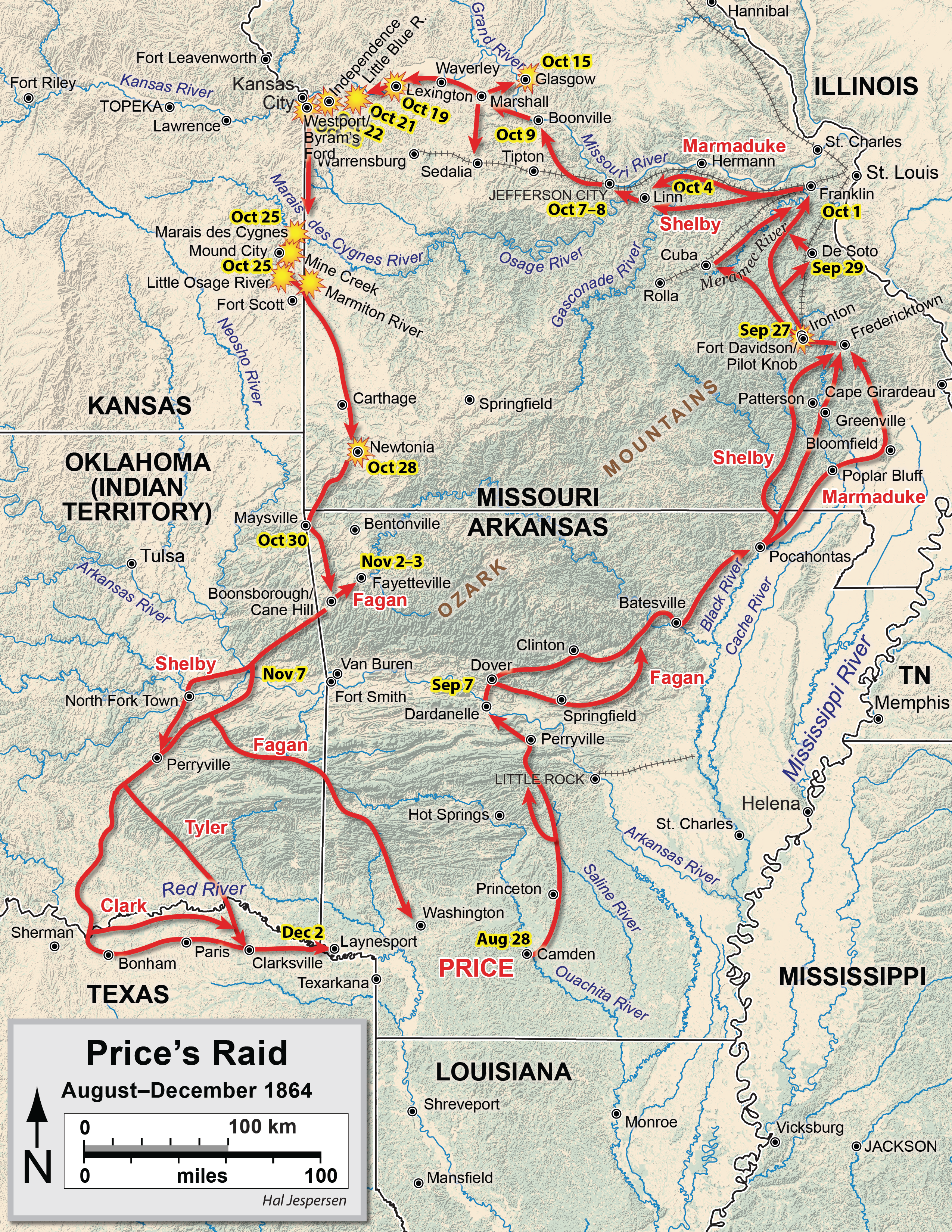
Mapa de la Incursión de Price

Price partió en su caballo, Bucéfalo, desde Camden, Arkansas, el 28 de agosto de 1864. Al día siguiente se unió a dos divisiones en Princeton, y luego a una tercera en Pocahontas el 13 de septiembre. Su fuerza combinada entró en Misuri el 19 de septiembre. Aunque la milicia pro-Unión de Misuri tuvo escaramuzas con la fuerza invasora casi a diario, la primera batalla completa de Price no se produjo hasta el 27 de septiembre, en Pilot Knob, al suroeste de St. Louis, en el condado de Iron.
La expedición de Price a Misuri incluyó las siguientes batallas:
- Fort Davidson (27 de septiembre de 1864). Victoria táctica confederada. Repliegue de las fuerzas de la Unión.
- Glasgow (15 de octubre). Victoria confederada.
- Lexington (19 de octubre). Victoria confederada.
- Little Blue (21 de octubre). Victoria confederada.
- Independence (21–22 de octubre). Victoria de la Unión.
- Byram´s Ford o Big Blue (22–23 de octubre). Victoria de la Unión.
- Westport (23 de octubre). Victoria de la Unión.
- Marais des Cygnes (25 de octubre). Victoria de la Unión.
- Mine Creek (Little Osage River) (25 de octubre). Victoria de la Unión.
- Charlot (25 de octubre). Victoria de la Unión.
- Newtonia (28 de octubre). Victoria de la Unión.

## Consecuencias
Con la esperanza de evitar Fort Smith, Arkansas, Price giró hacia el oeste, hacia el Territorio Indio y Texas, antes de regresar a Arkansas el 2 de diciembre. Había perdido más de la mitad de su fuerza original de 12.000 hombres, incluyendo miles de guerrilleros que se le unieron. Informó a Kirby Smith de que "marchó 1.434 millas (2.308 km), libró 43 batallas y escaramuzas, capturó y puso en libertad condicional a más de 3.000 oficiales y hombres federales, capturó 18 piezas de artillería... y destruyó propiedades de Misuri... por valor de 10.000.000 de dólares". No obstante, la Expedición de Misuri de Price fue un fracaso total y contribuyó, junto con los éxitos de la Unión en Virginia y Georgia, a la reelección del presidente Lincoln.
Una segunda consecuencia imprevista de la expedición de Price a Misuri fue que había limpiado en gran medida a Misuri de las guerrillas pro-confederadas que no pertenecían al ejército de nadie, ya que casi todos los que se habían unido a él fueron muertos o lo siguieron fuera del estado. La expedición de Price a Misuri resultó ser la última ofensiva confederada en la región del Trans-Misisipi durante la guerra.

### Evaluación retrospectiva
En su documento Assessing Compound Warfare During Price's Raid, escrito como tesis para el U.S. Army Command and General Staff College, el mayor Dale E. Davis postula que la Expedición de Misuri de Price fracasó principalmente debido a su incapacidad para emplear adecuadamente los principios de la "guerra compuesta". Esto requiere que una potencia inferior utilice eficazmente fuerzas regulares e irregulares de forma concertada (como hicieron los norvietnamitas y el Viet Cong contra los franceses y estadounidenses durante la guerra de Vietnam) para derrotar a un ejército superior. También culpó a la lentitud de movimientos de Price durante su campaña y a la proximidad de los irregulares confederados a su fuerza regular de este resultado.
El comandante Davis observa que, al perder un tiempo valioso, municiones y hombres en asaltos relativamente sin sentido a Fort Davidson, Glasgow, Sedalia y Boonville, Price ofreció al general de la Unión Rosecrans un tiempo que de otro modo no habría tenido para organizar una respuesta eficaz. Además, dice, la insistencia de Price en custodiar una caravana cada vez mayor de suministros militares saqueados y otros artículos se convirtió en última instancia en "un albatros para [su] retirada". Price, escribió Davis, debería haber utilizado a los cazadores confederados para hostigar a las formaciones federales, obligando a los unionistas a dispersar un gran número de tropas para perseguirlos en amplias zonas del territorio. Esto, a su vez, habría reducido el número de efectivos disponibles para luchar contra la fuerza principal de Price. En cambio, Price mantuvo a muchos guerrilleros cerca de su ejército e incluso incorporó a algunos a sus filas, anulando así en gran medida el valor que representaban su movilidad y sus pequeñas formaciones independientes. Esto, a su vez, permitió a los generales federales concentrar finalmente una fuerza lo suficientemente grande como para atrapar y derrotar a Price en Westport, terminando efectivamente su campaña y aplastando una de las últimas esperanzas de la Confederación en la Guerra Civil.